# Kavala
Kavala (řecky: Καβάλα, bulharsky a makedonsky: Кавала) je město ležící v řecké Makedonii u Kavalského zálivu naproti ostrovu Thassos. Je hlavním městem stejnojmenné prefektury a důležitým přístavem oblasti. Kavala je největším městem východní Makedonii a je důležitým dopravním uzlem pro trajekty mířící na severovýchod Egejského moře a Dódekásy. Kavala leží na místě starověké Neapole, osady založené v 5. stol. př. Kr. kolonisty z ostrova Thasu. Nad přístavem na místě starověké akropole se zvedá byzantský hrad, poblíž jsou zbytky dvouposchoďového tureckého vodovodu.   

## Etymologie
Ve starověku byl název města Neapolis. Ve středověku to bylo Christoupolis. Etymologie moderního jména města je sporná. Existuje několik vysvětlení, a to buď z italského cavallo (kůň), nebo z hebrejského kabaly kvůli velké židovské populaci ve městě.

## Historie
V 6. století př. n. l. zde bylo osadníky z Thassu založeno město Neapolis. Pod tímto jménem se stalo součástí Římské říše a je zmíněno v Bibli v souvislosti s návštěvou apoštola Pavla. Základem prosperity města byla těžba zlata a stříbra v nedalekém pohoří Pangaion.

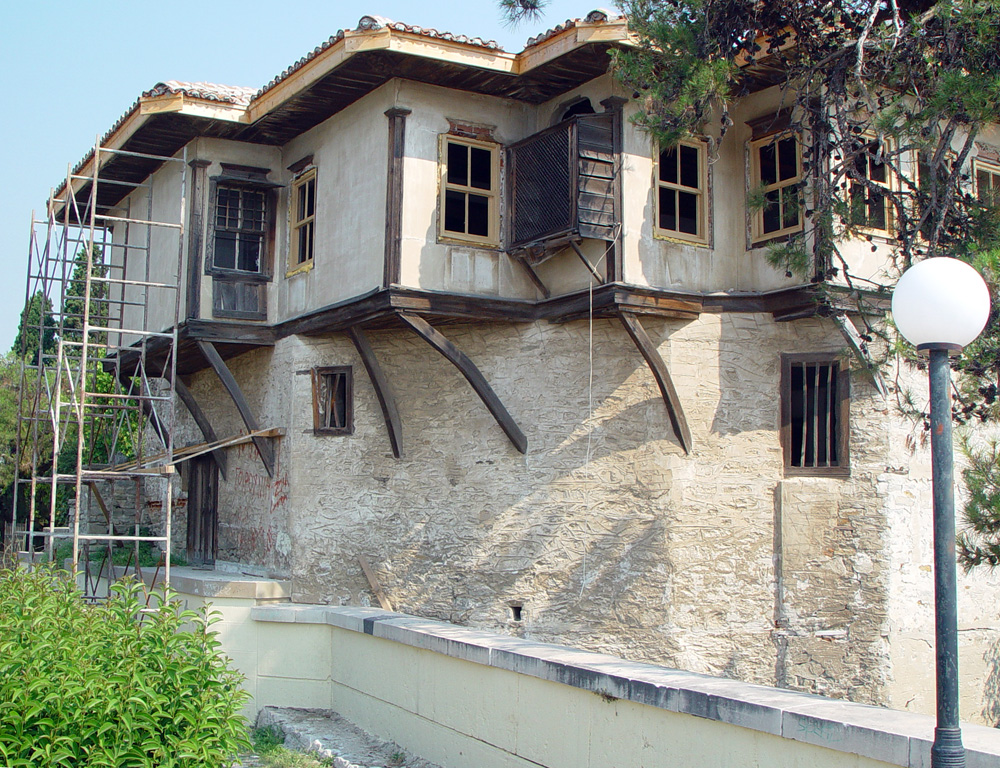
Rodný dům Muhammada Alího

Posléze se město stalo součástí Byzantské říše, Řeky bylo nazýváno Christoupolis a Bulhary Morunets. Císař Justinián I. nechal město v šestém století opevnit. Pevnostní i ekonomický význam města v následujících stoletích stoupal, ale v roce 1185 bylo město vypleněno Normany.
Později se město stalo součástí Osmanské říše, kam patřilo mezi lety 1387 až 1912. Ovšem v roce 1391 sultán Bájezíd I. město vypálil a znovu vystaveno bylo až v patnáctém století, již pod současným jménem Kavala. V roce 1769 se zde narodil Muhammad Alí, zakladatel dynastie, která vládla v Egyptě až do dvacátého století. Z jeho rodného domu je dnes muzeum.
Kavala byla osvobozena v roce 1913 řeckým námořnictvem v první balkánské válce. Po konci řecko-turecké války do města přišlo mnoho uprchlíků, což výrazně pomohlo celkovému rychlému rozvoji města.

## Památky
Hrad Kavala (citadela) dominuje v horní části poloostrova nad starým městem. Tato pevnost byla vybudována v byzantském období a později ji rekonstruovali Benátčané a Turci. Každé období v novodobé historii zanechalo stopy na jejich stěnách. Hrad ve své současné podobě byl postaven v první polovině 15. století na základech z byzantského období. Kulturní akce se konají ve venkovním divadle.
Kamares (starý akvadukt) postavený v římském/byzantském období prošel rozsáhlou opravou za osmanské nadvlády. Zejména za vlády sultána Sulejmana Překrásného, který vládl v letech 1520 až 1566. Tento akvadukt byl postaven jako dvouposchoďový a tekla jím voda z horských pramenů až do dnešního starého města. Maximální výšku měl 25 metrů a velmi monumentálně působilo  jeho 60 oblouků čtyř různých velikostí. 
Imaret, velká budova z konce osmanského období, je klasickým příkladem islámské architektury. Nachází se na západní straně poloostrova ve starém městě. Je to jedna z posledních staveb z tohoto  období a jediná, která přežila téměř beze změny. Tato obrovská stavba s 18 kupolemi byla postavena v roce 1817 pašou Mehmetem Alim jako hostel pro studenty teologie. Byla provozována jako muslimský seminář a poskytovala odborné vzdělání pro všechny chudé města bez ohledu na náboženské vyznání. Nyní je tu exkluzivní hotel.

## Muzea
Archeologické muzeum Kavala vystavuje nálezy z Amfipole, athénské kolonie na západ od Kavaly, kde byly pod nedalekou horou Pangaeus zlaté doly. Nálezy zahrnují sochy, šperky, náhrobní stély, vázy a terakotové figuríny. Dále jsou tu předměty z kamene a hlíny z mladší doby kamenné a doby bronzové. K dispozici je také speciální místnost s artefakty z města Neapolis, jako jsou zbytky chrámu Athény Parthenos nebo archaické černé figurální vázy a figurky.
Městské muzeum vystavuje současné řecké umění společně se sbírkou lidového umění včetně krojů, šperků, rukodělných výrobků, předmětů a nástrojů domácí potřeby.

## Partnerská města
- Agádír, Maroko (2001)
- Gabrovo, Bulharsko (1975)
- Goce Delčev, Bulharsko (2003)
- Gradiška, Bosna a Hercegovina (1994)
- Martuni, Arménie (2001)
- Norimberk, Německo (1998)
- Tekirdağ, Turecko (2003)
- Termini Imerese, Itálie (2001)
- Vranje, Srbsko (2009)